# José María Elías González
José María Elías González Romo y de Vivar (n. Arizpe, Sonora, 2 de febrero de 1793 - f. Ures, Sonora, 25 de mayo de 1864) militar y Gobernador del Estado de Occidente. Nació en Arizpe el 2 de febrero de 1793. Allí hizo us estudios primarios, los secundarios en la ciudad de Durango.

## Carrera política y militar
Comenzó su carrera de cadete en 4 de noviembre de 1809, en la 5.ª. Compañía Volante de caballería; recorrió una escala de ascensos en treinta y un años, un mes, veintisiete días que contó como efectivo en servicio.
Poco después de haber estallado la guerra de independencia marchó incorporado a la Sección de "Provincias Internas" que bajo el comando del teniente coronel José Manuel Ochoa combatió a los insurgentes en las Provincias de Durango, Coahuila, Zacatecas y Jalisco; ascendió a alferéz de la Compañía de Paso del Norte el 20 de febrero de 1812, a teniente de la de San Buenaventura el 26 de septiembre de 1817, se presentó al general Pedro Celestino Negrete en julio de 1821, secundando el Plan de Iguala, y este lo envió con pliegos al norte y fue aprehendido en río Florido.
Obtuvo el grado de capitán el 17 de septiembre siguiente; el de teniente coronel en 1822 en que se incorporó al Escuadrón de Durango, tuvo mando militar en Parras y en 1824 fue elegido diputado al Congreso Constituyente del Estado de Durango. Terminadas estas funciones pasó al 9.º. Regimiento de Caballería y el 9 de abril de 1827 fue nombrado ayudante inspector de la Comandancia General de Sonora y Sinaloa, Diputado de la III Legislatura del Estado de Occidente de 1830 a 1831, al año siguiente y en 1833 estuvo interinamente al frente de la comandancia, en 1834 figuró como diputado en la III Legislatura Local, de acuerdo con el gobernador Bustamante objetó el punto de vista del coronel Mora, nuevo comandante general para tratar la paz con los apaches porque no se trataba de un pueblo organizado. En 1835 estableció el precedente de cortar la orejas a los indios rebeldes muertos en acción de guerra para justificar las aserciones de los partes oficiales; obtuvo patente de coronel el 12 de septiembre y protestó en contra de la rebelión de los colonos de Texas. Prestó servicios notorios en numerosas expediciones armadas en contra de los bárbaros y de otras tribus rebeldes; en 1836 otorgó la paz a los capitancillos apaches Pizagó Cabezón, Juan Diego, Fusilito, Bocamatada, Caballo Ligero y otros más; temporalmente operó en jurisdicción de Chihuahua y volvió a su puesto de ayudante de inspector.
A fines de 1837 se separó de la obediencia del Gobierno General en virtud de haber secundado la rebelión federalista que encabezó el general Urrea, pretendió someterse, pero lo impidieron sus subalternos y todos volvieron a la obediencia el 3 de septiembre de 1838 con motivo de la Guerra de los Pasteles, concretándose a pedir benevolencia para los hombres a sus órdenes. En 1840 e le nombró prefecto y comandante militar del distrito de Paso del Norte, Chihuahua, puesto que dejó un año después en virtud de que fue designado consejero de Estado por el Departamento de Sonora; en 1842 obtuvo por elección el cargo de diputado al Congreso General y regresó a su Estado como segundo cabo de la comandancia general con cuyo carácter substituyó al gobernador Urrea en febrero de 1843. En 1844 invadió el pueblo chihuahuense de Janos, bajo el pretexto de que los indios pacíficos que allí estaban asentados habían cometido algunas fechorías en territorio sonorense; asumió la Comandancia General y la desempeñó hasta febrero de 1846 en que fue depuesto del mando por medio de un cuartelazo que encabezó el coronel Cuesta. Poco después se le dio el mando de una sección armada para auxiliar al presidio de Tucson, amagado por la invasión del general angloamericano Kearney, y quedó allí una temporada con el mando de la guarnición. Inspector de Colonias Militares a partir del 2 de septiembre de 1848, se encargó del mando de las armas tres meses después y obtuvo su patente de retiro del Ejército el 14 de marzo de 1851. Todavía ejerció el mando de las armas en 1854 y 1857 y en 1862 ofreció sus servicios al Gobierno para combatir a la Intervención Francesa y el Imperio.
Sus hermanos fueron activos también en la política regional, Rafael Elías González fue gobernador del Estado de Sonora. Juan Elías González Romo y de Vivar fue sacerdote y dos veces diputado, tanto el la legislación provincial de Sonora y Sinaloa como en el Primer Congreso Constituyente del Estado de Occidente. Y su hermano Simón Elías González fue un reconocido militar, dos veces gobernador de Sonora y también gobernador de Chihuahua.

## Méritos de Guerra
Se encontró en dos sitios y siete acciones.

## Premios
Fue agraciado con el grado de Teniente Coronel.

## Comisiones
Fue ayudante del Cuartel Maestre sobre Durango y Mayor General de la División de Nueva Vizcaya; levantó las Compañías de Milicias de Parras y Saltillo; fue diputado al Congreso Constituyente de Durango, del 3.º Constitucional de Occidente, y al 1.º de Sonora, por los años de 1832 al de 1834, y comandante general e inspector de dichos estados.

## Conducta Civil y Militar
Su conducta fue honrada y sostenida con sus inferiores, así como respuetuosa con sus superiores, atento y comedido con el resto de la sociedad. Se adhirió al Plan de Casa Mata en 1823.